# GE2001
GE2001 è una raccolta di 17 canzoni di altrettanti gruppi italiani, pubblicata su CD nel 2005.

## Storia
L'album nasce da un'idea di Supporto Legale per raccogliere fondi sufficienti a finanziare la Segreteria Legale del Genoa Legal Forum, impegnata con gli avvocati sui processi seguiti ai fatti del G8 di Genova di luglio 2001 e impegnata ad elaborare il grande volume di materiali audio e video su cui si basa la gran parte delle udienze del processo.
Il disco è stato dapprima distribuito in edicola, diffuso tramite i giornali il manifesto, Carta e Liberazione per poi essere venduto, al prezzo imposto di otto euro, nei normali punti vendita di dischi e CD e presso il circuito di distribuzione alternativo (centri sociali, associazioni e organizzazioni sparse sul territorio).
Tutti gli artisti coinvolti nel progetto hanno ceduto gratuitamente i diritti sui loro brani.
La copertina del disco è stata disegnata da Filippo Scozzari, il quale ha donato a supportolegale anche 6 tavole originali di una sua storia (Rompicoglioni), per contribuire alla causa.

## Tracce
1. Subsonica – Come se – 4:42
2. Assalti Frontali – Rotta Indipendente (Resistenza RMX) – 3:57
3. OndeBeta – Abituato a dire no – 6:30
4. Meganoidi – M.R.S. – 5:38
5. Punkreas – WTO (Viva il Terrorismo Organizzato) – 3:30
6. Meg – Parole alate (Folder Remix) – 3:51
7. Club Dogo – Cronache di resistenza – 3:46
8. Pentole&Computer – Tomar y provocar – 3:58
9. Bandabardò – La fine di Pierrot – 4:02
10. Têtes de Bois – Abbasso Nixon – 3:48
11. 24 Grana – Kanzone per un detenuto politico – 5:34
12. Pseudofonia – Sopravviverò (Ma questo non è il Cile) – 3:46
13. Riserva Moac – Di vedetta sul mondo – 4:18
14. Folkabbestia – Io sono qui – 3:27
15. Elio e le Storie Tese – Supergiovane – 8:53
16. I ratti della Sabina – Il funambolo – 4:31
17. Sikitikis – Fuga dal deserto del Tiki – 5:35